# Juan Ramírez Calzada
Juan Ramírez Calzada (n. 28 de enero de 1838, Ciudad de México, Distrito Federal, México - 5 de agosto de 1890, Puebla de los Ángeles, Puebla, México)

## Diversos cargos
Juan Ramírez Calzada ocupó varios cargos en las fuerzas armadas, entre los que destacan el de General graduado, nombramiento extendido por el presidente Benito Juárez en 1863; y el de General de brigada permanente, nombramiento otorgado por el presidente Porfirio Díaz, en el año de 1877.

## Gobernador de Tabasco
Ante el caos político que se vivía en el estado de Tabasco debido a los alzamientos militares y a la toma de la capital, el entonces presidente Sebastián Lerdo de Tejada declaró en 1876 la desaparición de poderes en el estado, y ordenó al general Pedro Baranda que atacara la capital del estado y se hiciera cargo del gobierno. Posteriormente, el ya presidente Porfirio Díaz ordenó ese mismo año al general Pedro Baranda que entregara el gobierno del estado al también general Carlos Borda quien recibió instrucciones de ingresar al estado desde Chiapas. 
A finales de 1876 el presidente Porfirio Díaz designó al general Juan Ramírez Calzada como Gobernador provisional y comandante militar de Tabasco, con la instrucción de controlar la situación política y convocar a elecciones para Gobernador Constitucional lo antes posible. De esta forma, una vez controlada la situación, y restablecida la paz pública, el general Ramírez Calzada convocó a elecciones en el mes de mayo de 1877, en las que resultó ganador el Dr. Simón Sarlat Nova. 
Tiempo después, Ramírez Calzada fue nombrado Magistrado de la Suprema Corte de Justicia Militar en 1890.

## Fallecimiento
Estando en sus funciones como Magistrado de la Suprema Corte de Justicia Militar, Ramírez Calzada falleció en su ciudad natal, Puebla de los Ángeles el 5 de agosto de 1890. En su honor, una calle de la ciudad de Villahermosa, Tabasco, lleva su nombre.

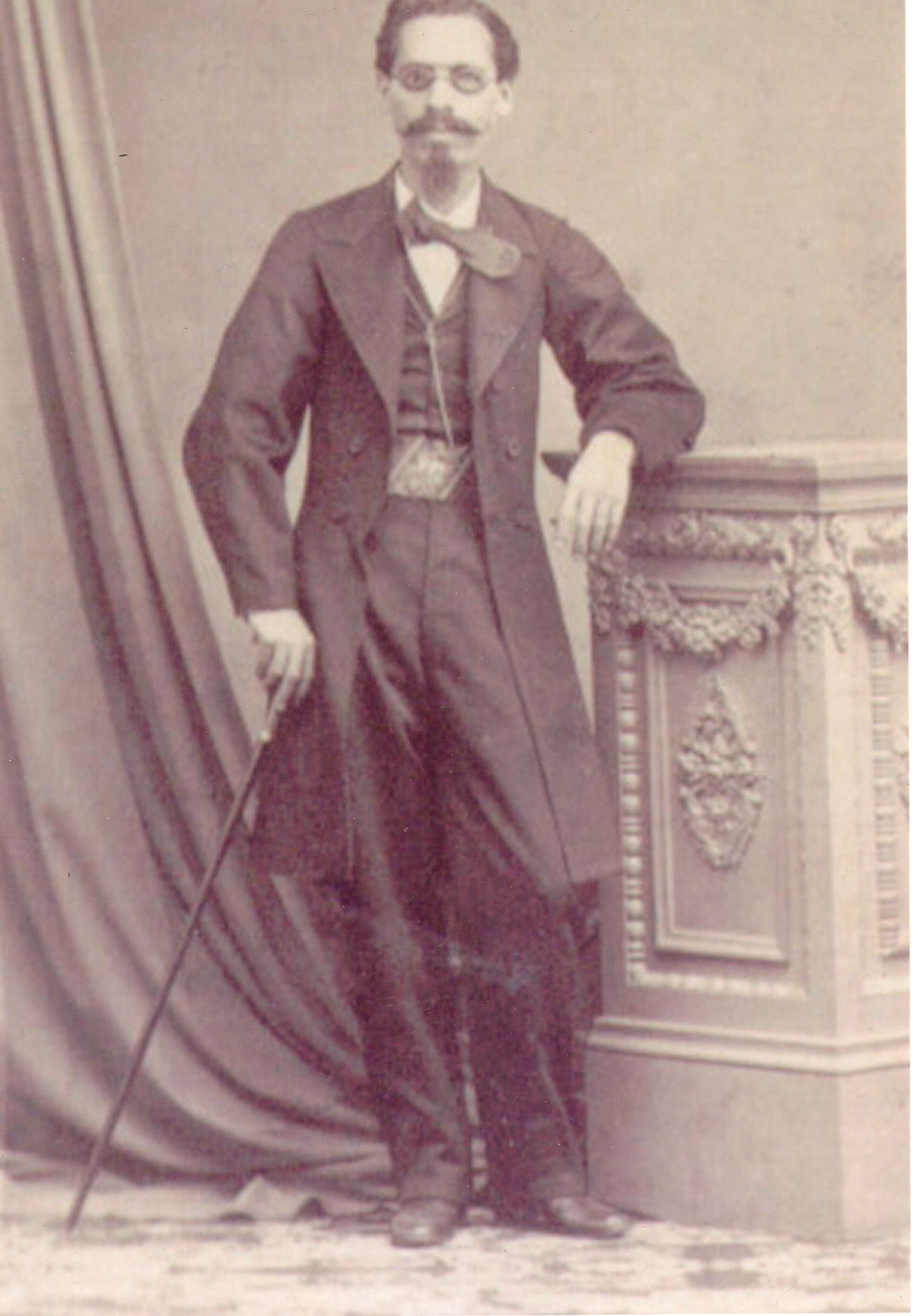
General Juan Ramírez Calzada